# San Nicola in Carcere
La basílica de San Nicola in Carcere es una de las iglesias de Roma construida en el distrito de Ripa, cerca del Foro Boario (Via del teatro di Marcello, 56).
Está dedicada a San Nicolás de Mira (más conocido en Occidente como San Nicolás de Bari), y es la iglesia titular de la diaconía homónima.
La primera iglesia levantada en este lugar probablemente se construyó en el siglo VI y existe una inscripción del siglo X que puede verse en una columna cerca de la entrada. No obstante, la primera referencia a esta iglesia es de una placa sobre la fachada que data de 1128. Fue construida sobre las ruinas del Foro Holitorio y sus templos del período republicano dedicados a Juno, Spes y Jano, que fueron convertidos en cárcel (de ahí in Carcere) y posteriormente en iglesia. La tradición, a partir del siglo XIV, la identificaba con la Cárcel Tulliano pero era debido a una errónea interpretación, ya que esa cárcel era de la época bizantina.

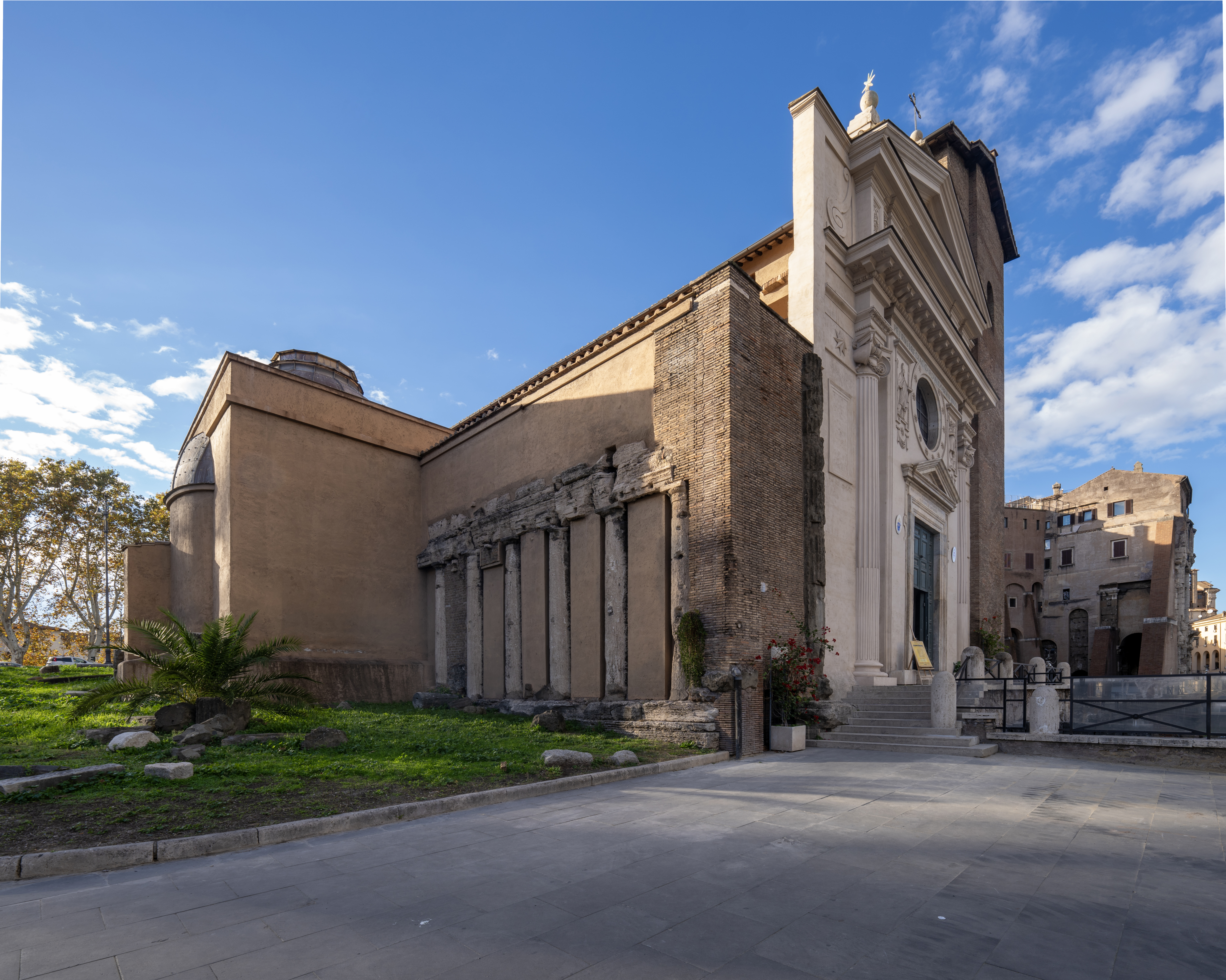
Lateral con los restos del Templo de Spes (Esperanza).

Todavía hoy se pueden observar diferentes elementos reutilizados de las antiguas construcciones, como las columnas de dos de los Templos romanos del siglo III a. C. que están incorporadas en las dos paredes laterales de la iglesia y las tres columnas del Templo de Juno Sospita (197-194 a. C.) en la fachada realizada en el siglo X y en la reconstrucción de 1599.
En la cripta, que puede ser visitada, también se encuentran restos del antiguo Templo de Juno Sospita (como el Sancta sanctorum).
La dedicación a San Nicolás de Mira es debida a que la comunidad griega tenía una presencia importante en el área y tenía gran devoción a este santo. En el siglo XI se la conocía como la iglesia de Petrus Leonis por el nombre de la familia de origen judío que había reformado el vecino Teatro de Marcelo para convertirlo en una fortaleza.
La iglesia fue reconstruida en 1599 con una nueva fachada realizada por Giacomo della Porta pero se preservó el campanario medieval (originalmente una torre fortificada). Se restauró durante el siglo XIX.
Se venera a la italiana Virgen de Pompeya (Madonna di Pompei) y a la mexicana Nuestra Señora de Guadalupe. La capilla de la última contiene una reproducción de una pintura del milagro que fue enviada desde México en 1773.
Sobre el altar mayor, una bañera de basalto contiene reliquias de mártires.